# Liga de Basquete Feminino de 2022
A Liga de Basquete Feminino de 2022 ou LBF CAIXA 2022 será uma competição brasileira de basquete feminino organizada pela Liga Nacional de Basquete. Será a décima primeira  edição do campeonato organizado pela LNB, com a chancela da Confederação Brasileira de Basketball. Este torneio, é totalmente organizado pelos clubes participantes. A transmissão é da ESPN Brasil e da TV Cultura. A abertura do campeonato ocorreu em 8 de março, no Dia Internacional da Mulher.

## Antecedentes
Em fevereiro de 2021, o PróEsporte de Sorocaba chegou a ser inscrito porém por falta de recursos desistiu da competição prometendo retornar em 2022. A competição marca o retorno do Basquetebol Sport agora em parceria com a prefeitura de Glória do Goitá.

## Regulamento
As 10 equipes se enfrentam em turno e returno, classificando as 8 para a fase seguinte. Na fase quartas-de-final e semifinais, com os quatro melhores classificados diretamente para as finais, sempre em uma melhor de três jogos. A série final será disputada em melhor de cinco jogos, com os confrontos de mata-mata sendo disputados no modelo 2-2-1, com os Jogos 1, 2 e 5 sendo realizados na casa da equipe de melhor campanha na fase de classificação.

## Participantes
| Equipe          | Cidade          | Em 2021        | Ginásio            | Capacidade | Títulos da LBF   | Blumenau Sampaio Corrêa Ituano Santo André SESI Campinas Pró Esporte Sport Catanduva LSB-RJLocalização das equipes participantes. |
| --------------- | --------------- | -------------- | ------------------ | ---------- | ---------------- | --- |
| Blumenau        | Blumenau        | 2º             | Galegão            | 4 000      | 0 (não possui)   | Blumenau Sampaio Corrêa Ituano Santo André SESI Campinas Pró Esporte Sport Catanduva LSB-RJLocalização das equipes participantes. |
| Campinas        | Campinas        | 4º             | AAPP Paineiras     | 5 000      | 1 (2018)         | Blumenau Sampaio Corrêa Ituano Santo André SESI Campinas Pró Esporte Sport Catanduva LSB-RJLocalização das equipes participantes. |
| Catanduva       | Catanduva       | 8º             | Anuar Pachá        | 824        | 0 (não possui)   | Blumenau Sampaio Corrêa Ituano Santo André SESI Campinas Pró Esporte Sport Catanduva LSB-RJLocalização das equipes participantes. |
| Ituano          | Itu             | 1º             | Joaquim de Moraes  | 850        | 1 (2021)         | Blumenau Sampaio Corrêa Ituano Santo André SESI Campinas Pró Esporte Sport Catanduva LSB-RJLocalização das equipes participantes. |
| LSB-RJ          | Rio de Janeiro  | 6º             | Arena Deodoro      | 2 000      | 0 (não possui)   | Blumenau Sampaio Corrêa Ituano Santo André SESI Campinas Pró Esporte Sport Catanduva LSB-RJLocalização das equipes participantes. |
| Santo André     | Santo André     | 7º             | Pedro Dell'Antonia | 4 500      | 1 (2010/11)      | Blumenau Sampaio Corrêa Ituano Santo André SESI Campinas Pró Esporte Sport Catanduva LSB-RJLocalização das equipes participantes. |
| Pró Esporte     | Sorocaba        | Não participou | Gualberto Moreira  | 3 000      | 0 (não possui)   | Blumenau Sampaio Corrêa Ituano Santo André SESI Campinas Pró Esporte Sport Catanduva LSB-RJLocalização das equipes participantes. |
| Sampaio Corrêa  | São Luís        | 3º             | Castelinho         | 2 000      | 2 (2015/16;2019) | Blumenau Sampaio Corrêa Ituano Santo André SESI Campinas Pró Esporte Sport Catanduva LSB-RJLocalização das equipes participantes. |
| SESI Araraquara | Araraquara      | 5º             | Gigantão           | 4 000      | 0 (não possui)   | Blumenau Sampaio Corrêa Ituano Santo André SESI Campinas Pró Esporte Sport Catanduva LSB-RJLocalização das equipes participantes. |
| Sport           | Glória do Goitá | Não participou | Castelinho         | 2 000      | 1 (2013)         | Blumenau Sampaio Corrêa Ituano Santo André SESI Campinas Pró Esporte Sport Catanduva LSB-RJLocalização das equipes participantes. |

## Primeira Fase

### Classificação
| Pos | Times                | %    | Pts | J  | V  | D   | PF   | PS   | PA   | Classificação ou rebaixamento |
| --- | -------------------- | ---- | --- | -- | -- | --- | ---- | ---- | ---- | ----------------------------- |
| 1   | SESI Araraquara      | 92.9 | 27  | 14 | 13 | 1   | 1103 | 866  | 237  | Classificado para os Playoffs |
| 2   | Sampaio Corrêa       | 78.6 | 25  | 14 | 11 | 3   | 1133 | 895  | 238  | Classificado para os Playoffs |
| 3   | Santo André          | 78.6 | 25  | 14 | 11 | 3   | 1106 | 951  | 155  | Classificado para os Playoffs |
| 4   | Basquete Campinas    | 71.4 | 24  | 14 | 10 | 4   | 1069 | 957  | 112  | Classificado para os Playoffs |
| 5   | Ituano               | 50.0 | 21  | 14 | 7  | 7   | 978  | 916  | 62   | Classificado para os Playoffs |
| 6   | Blumenau             | 53.9 | 20  | 13 | 7  | 6   | 923  | 891  | 32   | Classificado para os Playoffs |
| 7   | Sport                | 35.7 | 19  | 14 | 5  | 9   | 845  | 931  | -86  | Classificado para os Playoffs |
| 8   | LSB-RJ               | 28.6 | 14  | 4  | 10 | 972 | 1059 | -87  |      | Classificado para os Playoffs |
| 9   | Catanduva            | 7.1  | 14  | 1  | 13 | 12  | 911  | 1220 | -309 |                               |
| 10  | Pró-Esporte Sorocaba | 0    | 13  | 13 | 0  | 13  | 764  | 1118 | -354 |                               |

### Confrontos
Para ler a tabela, a linha horizontal representa os jogos da equipe como mandante. A coluna vertical indica os jogos da equipe como visitante.
|                       | SCB   | BLU   | ITU   | AND    | CAM   | LSB   | CAT    | SES   | PRO    | SPT   |
| Sampaio Corrêa        |       | 65-49 | 60-57 | 81-55  | 73-79 | 86-58 | 111-43 | 76-79 | 97-64  | 68-33 |
| Blumenau              | 79-91 |       | 65-64 | 83-80  | 65-90 | 71-55 | 99-72  | 72-77 | 81-39  | 72-59 |
| Ituano                | 54-82 | 63-67 |       | 69-76  | 71-66 | 79-70 | 73-67  | 69-73 | 78-56  | 69-57 |
| Santo André           | 71-75 | 64-62 | 68-67 |        | 84-73 | 81-75 | 100-55 | 55-66 | 76-56  | 80-55 |
| Campinas              | 64-87 | 57-52 | 79-73 | 68-74  |       | 94-83 | 88-73  | 68-53 | 97-62  | 63-58 |
| LSB-RJ                | 85-75 | 57-70 | 53-77 | 72-82  | 69-59 |       | 96-88  | 63-68 | 105-49 | 57-65 |
| Basquetebol Catanduva | 78-91 | 63-81 | 59-85 | 71-78  | 50-95 | 71-90 |        | 71-78 | 80-67  | 61-81 |
| SESI Araraquara       | 76-74 | 83-44 | 66-64 | 55-68  | 89-68 | 77-65 | 100-60 |       | 98-52  | 92-73 |
| Pró-Esporte Sorocaba  | 59-96 | 68-85 | 48-79 | 72-111 | 59-74 | 69-84 |        | 45-88 |        | 44-71 |
| Sport Recife          | 59-77 | 50-67 | 53-67 | 91-54  | 91-54 | 65-52 | 71-55  | 52-72 | 71-46  |       |

## Playoffs

### Chave
|  | Quartas de final (Melhor-de-3) | Quartas de final (Melhor-de-3) | Quartas de final (Melhor-de-3) |                |          | Semi-Finais (Melhor-de-3) | Semi-Finais (Melhor-de-3) | Semi-Finais (Melhor-de-3) |  |  | Final (Melhor-de-5) | Final (Melhor-de-5) | Final (Melhor-de-5) |  |
|  |                                |                                |                                |                |          |                           |                           |                           |  |  |                     |                     |                     |  |
|  | 1                              | SESI Araraquara                | 2                              |                |          |                           |                           |                           |  |  |                     |                     |                     |  |
|  | 1                              | SESI Araraquara                | 2                              |                |          |                           |                           |                           |  |  |                     |                     |                     |  |
|  | 8                              | LSB-RJ                         | 0                              |                |          |                           |                           |                           |  |  |                     |                     |                     |  |
|  | 8                              | LSB-RJ                         | 0                              |                | 1        | SESI Araraquara           | 1                         |                           |  |  |                     |                     |                     |  |
|  |                                |                                |                                |                | 1        | SESI Araraquara           | 1                         |                           |  |  |                     |                     |                     |  |
|  |                                |                                | 4                              | Campinas       | 2        |                           |                           |                           |  |  |                     |                     |                     |  |
|  | 4                              | Campinas                       | 4                              | Campinas       | 2        | 2                         |                           |                           |  |  |                     |                     |                     |  |
|  | 4                              | Campinas                       |                                |                |          |                           |                           |                           |  |  |                     |                     |                     |  |
|  | 5                              | Blumenau                       | 1                              |                |          |                           |                           |                           |  |  |                     |                     |                     |  |
|  | 5                              | Blumenau                       | 1                              |                | Campinas | Campinas                  | 0                         |                           |  |  |                     |                     |                     |  |
|  |                                |                                |                                |                |          |                           |                           |                           |  |  |                     |                     |                     |  |
|  |                                |                                | Sampaio Corrêa                 | Sampaio Corrêa | 3        |                           |                           |                           |  |  |                     |                     |                     |  |
|  | 2                              | Sampaio Corrêa                 | Sampaio Corrêa                 | Sampaio Corrêa | 3        | 2                         |                           |                           |  |  |                     |                     |                     |  |
|  | 2                              | Sampaio Corrêa                 |                                |                |          |                           |                           |                           |  |  |                     |                     |                     |  |
|  | 7                              | Sport                          | 0                              |                |          |                           |                           |                           |  |  |                     |                     |                     |  |
|  | 7                              | Sport                          | 0                              |                | 6        | Santo André               | 0                         |                           |  |  |                     |                     |                     |  |
|  |                                |                                |                                |                | 6        | Santo André               | 0                         |                           |  |  |                     |                     |                     |  |
|  |                                |                                | 2                              | Sampaio Corrêa | 2        |                           |                           |                           |  |  |                     |                     |                     |  |
|  | 3                              | Ituano                         | 2                              | Sampaio Corrêa | 2        | 1                         |                           |                           |  |  |                     |                     |                     |  |
|  | 3                              | Ituano                         |                                |                |          |                           |                           |                           |  |  |                     |                     |                     |  |
|  | 6                              | Santo André                    | 2                              |                |          |                           |                           |                           |  |  |                     |                     |                     |  |

Negrito - Vencedor das séries
itálico - Time com vantagem de mando de quadra

#### Quartas de final
| Time 1          | Série | Time 2      | 1º Jogo | 2º Jogo | 3º Jogo |
| --------------- | ----- | ----------- | ------- | ------- | ------- |
| SESI Araraquara | 2– 0  | LSB-RJ      | 71– 62  | 93– 65  | –       |
| Sampaio Corrêa  | 2– 0  | Sport       | 84– 55  | 83– 70  | –       |
| Ituano          | 1–2   | Santo André | 78– 61  | 72– 80  | 65– 72  |
| Campinas        | 2–1   | Blumenau    | 72– 87  | 69– 56  | 69– 56  |

#### Semi-final
| Time 1          | Série | Time 2      | 1º Jogo | 2º Jogo | 3º Jogo |
| --------------- | ----- | ----------- | ------- | ------- | ------- |
| SESI Araraquara | 1– 2  | Campinas    | 40–54   | 86– 70  | 62–70   |
| Sampaio Corrêa  | 2– 0  | Santo André | 82–69   | 77– 53  | –       |

#### Final
| Time 1   | Série | Time 2         | 1º Jogo | 2º Jogo | 3º Jogo |
| -------- | ----- | -------------- | ------- | ------- | ------- |
| Campinas | 0-3   | Sampaio Corrêa | 57–80   | 63–69   | 70–74   |

## Premiação
| Liga de Basquete Feminino de 2022             |
| Maranhão                                      |
| --------------------------------------------- |
| Sampaio Corrêa Campeão (3° título Brasileiro) |